# Thesium ussanguense
Thesium ussanguense är en sandelträdsväxtart som beskrevs av Adolf Engler. Thesium ussanguense ingår i släktet spindelörter, och familjen sandelträdsväxter. Inga underarter finns listade i Catalogue of Life.